# Нума, Рони
Ро́ни Ну́ма (ивр. רוני נומה‎; род. 2 октября 1966) — генерал-майор запаса Армии обороны Израиля; в последней должности: Командующий Центральным военным округом армии (с марта 2015 по март 2018 года).

## Биография

### Военная карьера
В 1983 году Нума был призван на службу в Армии обороны Израиля, начал службу в бригадe «Цанханим», где прошёл путь от бойца и командира отделения до командира взвода. Затем перешёл в спецподразделение ВВС «Шальдаг», где служил командиром роты и заместителем командира подразделения.
С 1997 по 1999 год командовал спецподразделением «Дувдеван», а в 1999 году возглавил спецподразделение «Шальдаг». В 2001 году Нума вернулся в бригаду «Цанханим» и был назначен командиром 202-го батальона бригады (батальон «Гадюка» (ивр. צפע‎ це́фа)). Командовал батальоном в ходе операции «Защитная стена».
В 2002 году был назначен командиром территориальной бригады «Биньямин» (ивр. חטמ"ר בנימין‎), ответственной за территорию на север от Иерусалима до южной Самарии (включительно) в границах Западного берега реки Иордан, включая город Рамалла.
В августе 2004 года возглавил бригаду «Нахаль». В этой должности, которую Нума исполнял до мая 2005 года, командовал операциями бригады на Западном берегу реки Иордан и исполнением задач, связанных с исполнением «Плана одностороннего размежевания» в северной Самарии.
В дальнейшем служил помощником Начальника Генштаба армии при генерал-лейтенанте Дане Халуце (в том числе, в ходе Второй ливанской войны) и генерал-лейтенанте Габи Ашкенази.
С 2008 по 2011 год Нума командовал особой резервной дивизией «Ха-Эш», при этом исполняя также должность командира команды на курсах командиров бригад. По окончании должности 18 мая 2011 года вышел на учёбу, после чего, начиная с 17 июля 2012 года, возглавил резервную бронетанковую дивизию «Синай» и Национальный центр учений сухопутных войск. В ходе исполнения этой должности возглавлял также внутреннюю армейскую комиссию по реформе резервистской службы в армии.
23 сентября 2014 года Нума передал командование дивизией «Синай» и Национальным центром учений сухопутных войск бригадному генералу Мики Эдельштейну, а 29 сентября 2014 года Нуме было присвоено звание генерал-майора, и он вступил на пост командира Штаба глубины — структурного подразделения Генштаба армии, предназначенного для координирования спецопераций армии в оперативно-стратегической глубине, то есть за пределами Израиля — на смену генерал-майору Шаю Авиталю.
Уже в январе 2015 года было опубликовано сообщение о решении министра обороны Моше (Боги) Яалона и Начальника Генштаба армии генерал-лейтенанта Бени Ганца, согласованное с преемником Ганца на посту — генерал-майором Гади Айзенкотом, назначить Нуму на должность Командующего Центральным военным округом армии. 26 февраля 2015 года Нума передал командование Штабом глубины генерал-майору запаса Талю Руссо, а 25 марта 2015 года вступил в должность Командующего Центральным военным округом, сменив на посту генерал-майора Ницана Алона. Исполнял эту должность до 7 марта 2018 года, передав командование округом генерал-майору Надаву Падану.
Начальник Генерального штаба генерал-лейтенант Гади Айзенкот предложил Нуме должность главы Командования сухопутных войск армии, однако Нума решил отклонить предложение и выйти в запас из армии.

### После выхода в запас
В декабре 2019 года, уже будучи в запасе, Нума возглавил внутреннюю армейскую комиссию, учреждённую по решению Начальника Генштаба генерал-лейтенанта Авива Кохави с целью проверки выявленной информации об искажении Управлением кадров армии передаваемой политическому эшелону статистики об объёме призыва ультраортодоксальных новобранцев.
В ходе эпидемии коронавирусной инфекции, начиная с 31 марта 2020 года, Нума возглавил оперативный штаб по борьбе с эпидемией в городе Бней-Брак, объявленным правительством Израиля зоной ограниченного доступа.
В мае 2020 года Нума присоединился к израильской компании кибернетических технологий Cobwebs в качестве главы отдела по разработке нового продукта компании — центра прогнозирования и управления чрезвычайными ситуациями.
В июле 2020 года министр здравоохранения Йоэль Эдельштейн предложил Нуме возглавить национальный проект по борьбе с коронавирусной инфекцией, но Нума отклонил предложение ввиду неясности в отношении сферы и объёма его полномочий на данном посту, однако согласился координировать усилия по борьбе с коронавирусной инфекцией в ультраортодоксальном секторе в рамках данного национального проекта, получившего название «Меген Исраэль» («Щит Израиля»).
В сентябре 2020 года Нума также входил в состав команды, консультировавшей американского бизнесмена Эли Розенберга в отношении приобретения контроля над израильской авиакомпанией «Эль Аль».
С июня по ноябрь 2021 года Нума возглавлял проект по борьбе с коронавирусной инфекцией в аэропорту имени Бен-Гуриона.
С 2020 года Нума также является владельцем израильской компании S.Y.N.R.G Business Consultancy (и посредством этой компании совладельцем компании SYN-RG-Ai, занимающейся разработкой решений для умных городов, и компании SYNRG Group). В 2022 году Нума также стал президентом некоммерческого партнёрства Israeli Protective Partnership, оказывающего поддержку ветеранам вооружённых сил Израиля, страдающим посттравматическим стрессовым расстройством. Также является председателем проекта «Би-швиль ха-нофлим» («Тропою павших») по организации экскурсий по местам боевой славы в Израиле. Входит также в состав «Форума Танаха», некоммерческой организации «Компания по исследованию Танаха в Израиле».
В 2023 году израильская некоммерческая организация «Движение за качественную власть в Израиле» объявила о решении присвоить Нуме звание «Рыцарь качественной власти» (ивр. אביר איכות השלטון‎).
В 2023 году Нума присоединился к протестной деятельности против судебной реформы в Израиле, задуманной правительством под руководством Биньямина Нетаньяху, и подал петицию в Высший суд справедливости Израиля против одного из законов, принятых в рамках реформы.
В октябре 2023 года был назначен главой администрации в Министерстве обороны по восстановлению гражданской инфраструктуры, повреждённой вследствие вторжения боевиков ХАМАС из сектора Газа в Израиль.

## Публикации
- אלוף רוני נומה להרכין ראש, ולזכור ישראל היום, 10.5.16 (Генерал-майор Рони Нума, «Склонить голову и помнить», «Исраэль ха-йом» (10.5.16)) (Архивировано 30 октября 2022 года.) (иврит)
- רוני נומה ורום לירז לנצח ולהישאר בן אדם: אתגרי פיקוד המרכז במערכת גודל השעה בין הקטבים 15, מארס 2018 (Рони Нума и Ром Лираз, «„Победить и остаться человеком“: вызовы, стоявшие перед Центральным военным округом в ходе Интифады ножей», «Бейн ха-Ктавим» № 15 (март 2018)) (Архивная копия от 10 июня 2020 на Wayback Machine) (иврит)